# Homophileurus aequatorius
Homophileurus aequatorius är en skalbaggsart som beskrevs av Hermann Julius Kolbe 1910. Homophileurus aequatorius ingår i släktet Homophileurus och familjen Dynastidae. Inga underarter finns listade i Catalogue of Life.